# Stanau
Stanau é uma localidade e antigo município da Alemanha localizado no distrito de Saale-Orla, estado da Turíngia. Desde janeiro de 2019, forma parte do município de Neustadt an der Orla.

## Demografia
Evolução da população (31 de dezembro):
| - 1994 - 137 - 1995 - 149 - 1996 - 144 - 1997 - 149 | - 1998 - 151 - 1999 - 150 - 2000 - 152 - 2001 - 159 | - 2002 - 158 - 2003 - 157 - 2004 - 157 - 2005 - 153 |

Fonte: Thüringer Landesamt für Statistik